# Physocoryna
Physocoryna is een geslacht van kevers uit de familie bladkevers (Chrysomelidae).
De wetenschappelijke naam van het geslacht werd in 1844 gepubliceerd door Félix Édouard Guérin-Méneville.

## Soorten
- Physocoryna expansa Pic, 1925
- Physocoryna parvula Weise, 1921
- Physocoryna scabra Guérin-Méneville, 1844